# Działek (Pasmo Lubomira i Łysiny)
Działek (622 m) – szczyt w Paśmie Lubomira i Łysiny. Według Jerzego Kondrackiego pasmo to należy do Beskidu Wyspowego. Na mapach i w przewodnikach turystycznych zaliczane jest zazwyczaj do Beskidu Makowskiego.
Góra znajduje się w głównym grzbiecie Pasma Lubomira i Łysiny, pomiędzy Śliwnikiem (620 m) a Łysiną (891 m), od której oddziela go przełęcz Granice. Jest zwornikiem: na południowy zachód odbiega z wierzchołka grzbiet Krzywickiej Góry (591 m) ciągnący się po dolinę Raby. Działek ma trzy grzbiety, wznosi się więc nad dolinami trzech potoków: Ziębówka, Krzywianka oraz nienazwany potok płynący na północny wschód. Zbocza Działka są dosyć łagodne, toteż znajdują się tu liczne zabudowania przysiółków okolicznych miejscowości, jak na przykład Wielkie Ulmany, Cupiny i Trupuły. Z bezleśnych okolic szczytu roztacza się widok na okolicę.
Przez samą kulminację prowadzi żółty szlak turystyczny z Pcimia, natomiast nieco na wschód jest jego węzeł z czerwonym Małym Szlakiem Beskidzkim, a także zielonym szlakiem z Myślenic-Zarabia przez Chełm i Kamiennik Południowy do schroniska PTTK na Kudłaczach.

## Piesze szlaki turystyczne
żółty: Pcim – Krzywicka Góra – Działek – przełęcz Granice
- z Pcimia 1:45 h (↓ 1:20 h)

 czerwony: Myślenice-Zarabie – Uklejna – Śliwnik – przełęcz Granice – schronisko PTTK na Kudłaczach
- z Myślenic 2:10 h (↓ 1:50 h)
- z Kudłaczy 0:30 h (↑ 0:35 h)

 zielony: Zarabie – Chełm – Działek – przełęcz Granice – Poręba – Kamiennik Północny i Południowy – Kudłacze
- z Myślenic 2:25 h (↓ 2 h)
- z Kudłaczy 2:45 h (z powrotem 3 h), z Poręby 0:45 h (↓ 0:30 h).